# 8156 Tsukada
8156 Tsukada (1988 TR) là một tiểu hành tinh vành đai chính được phát hiện ngày 13 tháng 10 năm 1988 bởi K. Endate và K. Watanabe ở Kitami.